# Bernd Alois Zimmermann
Bernd Alois Zimmermann (20. března 1918, Bliesheim, Rhine Province – 10. srpna 1970, Königsdorf (Frechen); celým jménem Bernhard Alois Zimmermann) byl západoněmecký skladatel.

## Život
Zimmermann se narodil v Bliesheimu (nyní součást Erftstadtu) v blízkosti Kolína nad Rýnem. Jeho otec pracoval pro německou železniční společnost Deutsche Reichsbahn a kromě toho měl malé hospodářství. V roce 1929 začal Berndt navštěvovat soukromou katolickou školu, kde se poprvé systematicky zabýval hudbou. Poté, co nacisté uzavřeli všechny soukromé školy přestoupil do na katolické gymnázium v Kolíně nad Rýnem, kde v roce 1937 maturoval.
V témže roce vykonal tehdejší povinnou pracovní službu a zimní semestr 1937/1938 strávil studiem na Vysoké škole pedagogické v Bonnu. V roce 1938 začal studovat hudební výchovu, muzikologii a skladbu na Hochschule für Musik und Tanz Köln (Vysoká škola hudby a tance). V roce 1940 musel narukovat do Wehrmachtu, ale na podzim roku 1942 byl pro kožní chorobu z armády propuštěn. Vrátil se ke studiu, ale školu dokončil až po válce v roce 1947. V té době již však pracoval jako skladatel na volné noze, převážně pro rozhlas. V letech 1948–1950 se účastnil Darmstadtských prázdninových kurzů Nové hudby, kde studoval mezi jinými u René Leibowitze a Wolfganga Fortnera.
V roce 1957 obdržel stipedium ke studiu na Deutsche Akademie Rom Villa Massimo v Římě a o rok později se stal nástupcem skladatele Franka Martina jako profesor skladby na vysoké škole v Kolíně nad Rýnem, kde založil a vedl Seminář filmové, divadelní a rozhlasové hudby.
V šedesátých letech se stal známým a uznávaným skladatelem. V roce 1960 obdržel Velkou uměleckou cenu Severního Vestfálska a v roce 1966 Uměleckou cenu města Kolín nad Rýnem. Kromě toho získal i druhé stipendium pro studium v Římě. Po úspěchu opery Die Soldaten (Vojáci) byl přizván ke spolupráci s Berlinskou akademií umění a v roce 1969 získal i Uměleckou cenu města Berlína.
Skladatel trpěl depresemi a k tomu se přidaly i vážné oční potíže. Dne 10. srpna 1970 spáchal ve svém domě v Königsdorfu sebevraždu, jen několik dní po dokončení své poslední skladby Ich wandte mich um und sah alles Unrecht das geschah unter der Sonne. Podle muzikologa Hanse Jahnna připravoval v té době další operu Medea.
Na počest skladatele uděluje město Kolín nad Rýnem každoročně stipendium ke studiu Nové hudby skladateli do 35 let nazvané Bernd-Alois-Zimmermann-Stipendium.

## Charakteristika díla
Zimmermann byl skladatelem mezi dvěma epochami. Byl příliš mladý, aby mohl být ovlivněn hudebním vývojem v období Výmarské republiky a zároveň příliš starý, aby mohl spolupracovat s nastupující generací mladých umělců nezatížených minulostí. To u něj vedlo k vytvoření vlastního nezávislého pracovního stylu vycházejícího z konceptu „pluralitního“ komponování a využívajícího techniky koláže.
Jeho kompoziční růst byl ovlivněn tím, že nacistickým režimem byla většina německých skladatelů odříznuta od vývoje nové hudby. Jeho první skladby proto vycházely z neoklasicismu. Pod dojmem Darmstadtských letních kurzů (od roku 1949) pokračoval ve volné atonalitě, přes dvanáctitónové skladby po roce 1951 až po hudbu seriální po roce 1956. Jeho láska k jazzu se odráží v Houslovém koncertu z roku 1950, v Koncertu pro trubku z roku 1954 i v opeře Die Soldaten. Z více méně existenčních důvodů se věnoval hudbě filmové a scénické hudbě rozhlasové.
Na rozdíl od představitelů tzv. Darmstadtské školy (Stockhausena, Bouleze, Nona apod.) se však nejednalo o nějaký radikální rozchod s tradiční hudbou. V padesátých letech vyvinul svou vlastní kompoziční techniku, která získala název Klangkomposition a která se vyznačuje kombinací a překrývání vrstev hudebního materiálu z různých dob a různého původu (hudba středověku, baroka a klasicismu až po jazz a písně Beatles). Od vkládání jednotlivých citací do vlastní kompozice (jako např. v orchestrální skladbě Photopsis) až po skladby, které jsou jako hudební koláž zamýšleny (např. v baletu Musique pour les soupers du Roi Ubu). Ve vokálních dílech (nejvýrazněji v jeho Requiem za mladého básníka) bývá tato metoda použita i v textu.
Tuto metodu použil i ve svém nejznámějším díle, jediné dokončené opeře Die Soldaten. Opera je nejen kombinací zpěvu, dramatu, pantomimy a balet, ale používá v ní i multimediální techniku. Dirigent Wolfgang Sawallisch ji nejprve odmítl jako nehratelnou. Opera však měla při provedení v Kolíně nad Rýnem pod taktovkou Michaela Gielena úspěch a zcela mimořádného ohlasu se jí dostalo o čtyři roky později v Mnichově.

## Dílo
- 1942-46: Pět písní pro střední hlas a klavír
- 1946: Extemporale pro klavír
- 1946: Capriccio pro klavír
- 1947: Lob der Torheit pro sóla sbor a velký orchestr
- 1949: Enchiridion I
- 1950: Sonáta pro housle a klavír
- 1950: Koncert pro housle a orchestr
- 1950: Rheinische Kirmestänze (v roce 1962 upraveno pro 13 žesťů)
- 1950: Märchen-Suite
- 1951: Enchiridion II
- 1951: Sonáta pro housle sólo
- 1951: Jednovětá symfonie
- 1952: Koncert pro hoboj a malý orchestr
- 1954: Nobody knows de trouble I see – Koncert pro trubku a orchestr
- 1955: Sonáta pro violu sólo
- 1955: Alagoana, Caprichos Brasileiros – balet
- 1956: Konfigurationen
- 1956: Perspektiven – hudba k imaginárnímu baletu
- 1957: Canto di speranza
- 1957: Die fromme Helene
- 1957: Omnia tempus habent
- 1958: Impromptu
- 1960: Dialoge
- 1960: Sonáta pro violoncello sólo
- 1961: Présence, ballet blanc
- 1961: Antiphonen
- 1962: Cinque Capricci di Girolamo Frescobaldi „La Frescobalda“ pro orchestr
- 1962: Giostra Genovese. Staré tance různých mistrů pro malý orchestr
- 1962: Vokální symfonie na téma opery „Vojáci“ pro šest pěvců
- 1963: Tempus Loquendi
- 1964: Monologe
- 1965: Die Soldaten – opera
- 1966: Musique pour les soupers du Roi Ubu – Ballett noir (v roce 1968 přepracováno pro koncertní provedení)
- 1966: Koncert pro violoncello a orchestr en forme de pas de trois
- 1967: Intercomunicazione
- 1967: Tratto
- 1968: Photoptosis
- 1969: Requiem für einen jungen Dichter – Lingual
- 1970: Stille und Umkehr
- 1970: Tratto 2
- 1970: Vier kurze Studien
- 1970: Ich wandte mich und sah an alles Unrecht, das geschah unter der Sonne
- Řada dalších skladeb pro rozhlas, divadlo a film